# Bettlägerigkeit

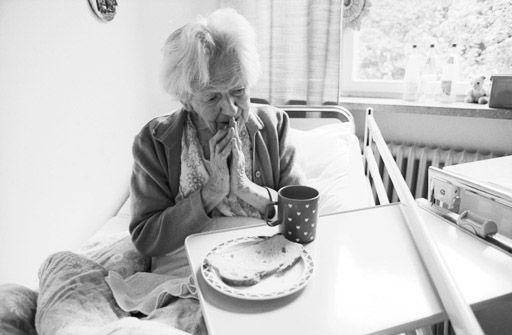
Eine bettlägerige Seniorin auf der Pflegestation eines Altenheims spricht ein Gebet vor dem Essen

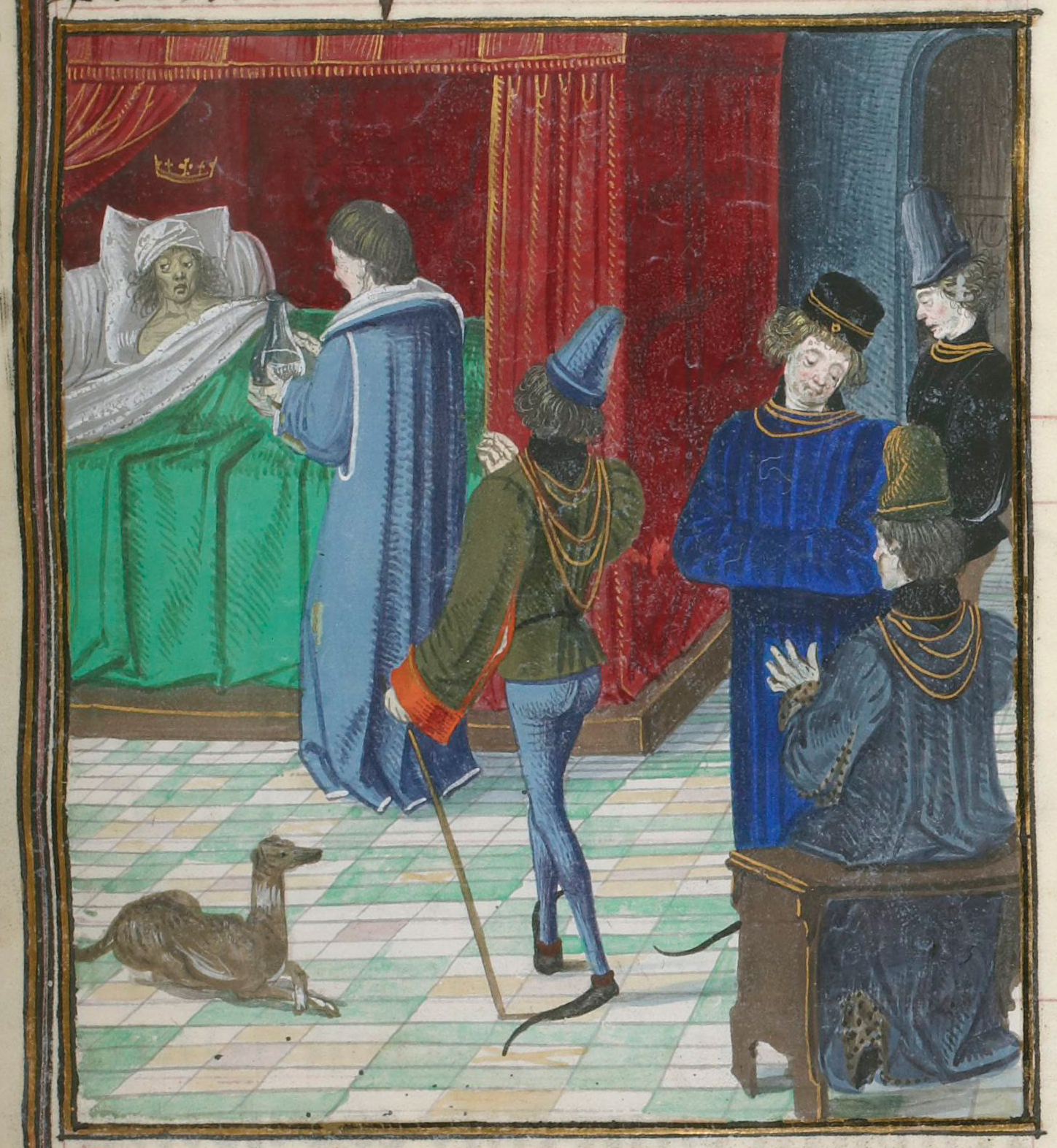

Bei Bettlägerigkeit verbringt die betroffene Person über einen längeren Zeitraum den überwiegenden Teil des Tages und der Nacht im Bett. Hauptursache für Bettlägerigkeit ist der Verlust der Fähigkeit, das Bett aus eigenem Antrieb verlassen zu können, beispielsweise aufgrund von körperlicher Schwäche, dementieller Erkrankung, Beeinträchtigungen der Motorik infolge einer Krankheit oder aufgrund eines Unfalls. Weitere Gründe können in der vermeintlichen Schonung eines Kranken durch Bettruhe oder in der Sorge um seine Sicherheit liegen. Ungewünschte Bettlägerigkeit als Daseinszustand steht (nach Zegelin 2004) am Ende einer Entwicklung über mehrere Phasen.
Bettlägerige Personen sind der Hilfe und Versorgung durch andere und oft auch der Pflege bedürftig. In der Pflege wird versucht, der Bettlägerigkeit und ihren unerwünschten Folgen, wie dem Abbau von Muskulatur oder der Entstehung von Dekubitus, durch Mobilisation entgegenzuwirken.
Auf kleine Kinder, die ihre Lagerstatt noch nicht aus eigener Kraft verlassen können, wird der Begriff nicht angewandt.
Die Bettruhe hingegen ist keine Komplikation, sondern eine ärztlich verordnete zeitlich begrenzte Maßnahme, beispielsweise nach Operationen.

## Zum Begriff der Bettlägerigkeit
Der Begriff „Bettlägerigkeit“ wird in der Pflegefachliteratur kaum beschrieben, obwohl Pflegende häufig damit konfrontiert werden. Es wird vielmehr auf Folgen und Maßnahmen eingegangen.
In den Begutachtungsrichtlinien des Medizinischen Dienstes des Spitzenverbandes Bund der Krankenkassen e. V. (MDS) von 1997 wird vollständige Immobilität mit Bettlägerigkeit gleichgesetzt: „[…] vollständige Immobilität ist ein Zustand, der sich als Folge mangelnder physischer oder psychischer Kräfte eines Patienten, häufig in Form einer sog. Bettlägerigkeit äußert.“ In den ersten Ausgaben der Lehrbücher Thiemes Altenpflege und Pflege Heute wurde der Begriff nicht im Register geführt, aber mögliche Folgen und entsprechende Prophylaxen und Maßnahmen beschrieben. In den Pflegelehrbüchern von Liliane Juchli und Altenpflege von Köther/Gnamm ist 'Bettlägerigkeit' zwar im Register aufgeführt, allerdings wird auch hier nicht auf die Entwicklung eines solchen Zustandes eingegangen, sondern allein auf die Vermeidung von Immobilität und die möglichen Folgen sowie entsprechende Maßnahmen. Im Duden heißt es: „Durch Krankheit gezwungen, im Bett zu liegen“.

## Fünf Phasen der Entwicklung von Bettlägerigkeit
Die Pflegewissenschaftlerin Angelika Zegelin deutet Bettlägerigkeit als Ergebnis eines fortlaufenden Prozesses. Er beginnt mit Instabilität und entwickelt sich über die weiteren Phasen Ereignis, Immobilität im Raum und Ortsfixierung hin zur strikten Bettlägerigkeit.
Gangunsicherheit, Wahrnehmungs- beziehungsweise Sensibilitätsstörungen oder Kreislaufprobleme prägen die erste Phase. Hilfsmittel wie Gehstock oder Rollator kommen zum Einsatz; gegebenenfalls werden Anpassungen im Wohnbereich vorgenommen. Die Instabilität nimmt weiter zu, so dass der Bewegungsradius kleiner wird. Unternehmungen außer Haus finden immer seltener statt, häufig aus Angst vor möglichen Stürzen oder unangenehmen Vorkommnissen, zum Beispiel in Zusammenhang mit Inkontinenz.
Die Vermeidungsstrategie wird bestätigt, wenn ein solches Ereignis tatsächlich eintritt. Vorsichtsmaßnahmen werden verstärkt, was im weiteren Verlauf zu Immobilität im Raum führt. Bewegung rückt zunehmend in den Hintergrund. Ruhephasen im Sitzen oder Liegen verlängern sich. Der Wechsel zwischen den verschiedenen Sitzplätzen und Liegestätten wird mühsamer; ist er aus eigener Kraft nicht mehr möglich, wird Hilfe benötigt: nun ist die Ortsfixierung eingetreten.
Die sitzende Position kann nicht eigenständig verlassen werden, auf Hilfe muss gewartet werden. Wenn diese aus Rücksicht auf die Hilfeleistenden nur noch selten in Anspruch genommen wird, entwickelt sich eine weitere Vermeidungsstrategie: Das Bett wird zum bevorzugten Aufenthaltsort, der nur noch zu bestimmten Anlässen verlassen wird, zum Beispiel für einen Toilettengang. Da durch fehlende Bewegung die Schwäche durch Muskelabbau zunimmt, ist das Aufstehen nur noch unter größter Anstrengung und bald gar nicht mehr möglich; damit ist die letzte Phase der strikten Bettlägerigkeit erreicht. Das Bett ist der einzige Aufenthaltsort, auf dem Nachtschrank konzentrieren sich die wichtigsten persönlichen Dinge, die in Reichweite sein müssen. Der Kontakt zur Außenwelt beschränkt sich auf Besuch, Telefonate, Radio und Fernsehen.

### Einflussfaktoren
Die Phasen der Entwicklung von Bettlägerigkeit werden von fünf konstanten Faktoren beeinflusst: Liegepathologie, Krankheitsfortschritt, Individualität und Temperament, Situationsbewältigung, Einstellung und Kompetenz.
Liegepathologie bedeutet, dass Maßnahmen gegen den Bewegungsmangel immer schwieriger durchzuführen sind, je länger der Zustand der jeweiligen Phase anhält. Ein Krankheitsfortschritt führt dazu, dass Bemühungen, den Kräfteabbau aufzuhalten, wieder zunichtegemacht werden. Die Individualität und das Temperament können den Betroffenen motivieren, eine optimistische Sichtweise einzunehmen und sich adhärent zu verhalten, oder aber sich aufzugeben und in ein vermeintlich unabwendbares Schicksal zu fügen.
Eine Ressource kann darin liegen, auf bisherige Erfahrungen der Situationsbewältigung zurückzugreifen. Eine Resilienz trägt dazu bei, mit Krisen umzugehen, die beispielsweise durch Krankheitsfortschritt oder Unfälle entstehen. Hilfreich ist ebenso die Einstellung und Kompetenz des Betroffenen, seiner Angehörigen und der Pflegenden, dass Bettlägerigkeit nicht als unvermeidlich hingenommen, sondern vermieden oder verringert wird.

## Folgen von Bettlägerigkeit

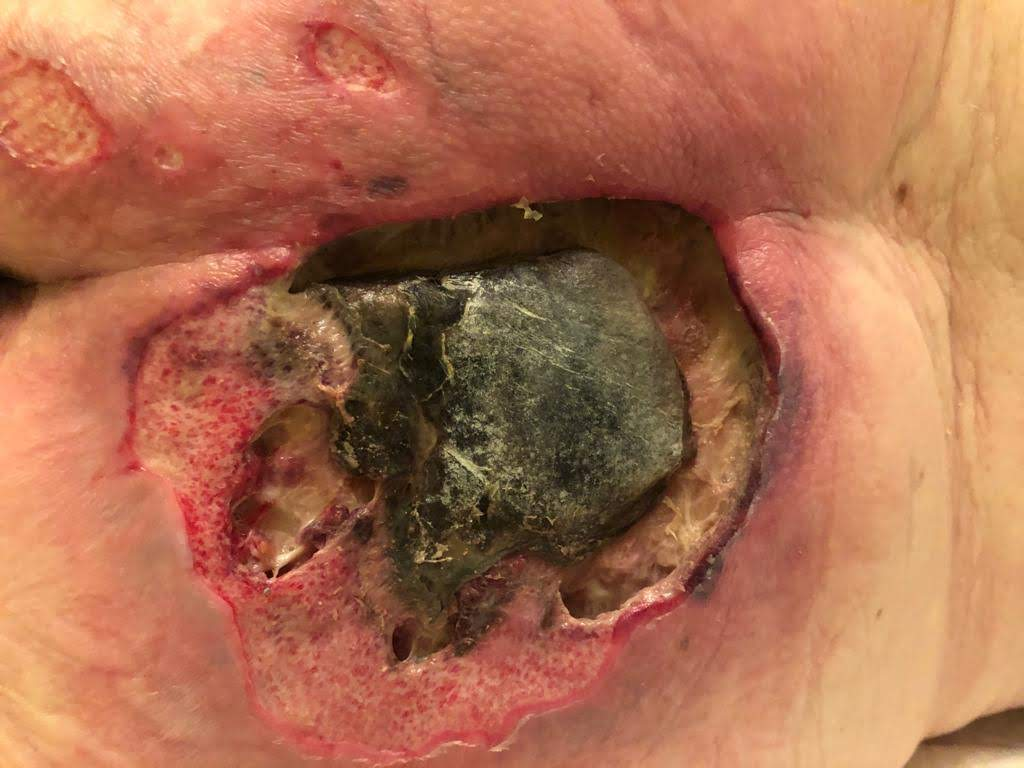
Dekubitus IV° im Bereich des Kreuzbeins

Nach wenigen Tagen strikter Bettruhe verändern sich die Funktionen sämtlicher Organsysteme, beispielsweise die Atmung, so dass das Risiko für eine Lungenentzündung steigt.
Die Darmtätigkeit nimmt ab, was eine Verstopfung begünstigt.
Bei länger andauerndem Liegen verringern sich kognitive Fähigkeiten und Wahrnehmung, bis hin zur sensorischen Deprivation, die Konzentration lässt nach, die Kontinenz geht verloren.
Durch Bettlägerigkeit steigt das Risiko für Kontrakturen, Thrombose, Osteoporose, Übergewicht und die Entstehung von Dekubitus.

## Bettlägerigkeit als Folge von Erkrankungen und Syndromen
Im Endstadium von Krankheiten oder bei Syndromen wie Amyotrophe Lateralsklerose, Koma, Locked-in-Syndrom, Pick-Krankheit und anderen schweren neurologischen Störungen kommt es unweigerlich zur Bettlägerigkeit, selbst wenn diese Patienten regelmäßig mobilisiert werden. Auch beim Sitzen im Sessel oder Rollstuhl bleiben diese Patienten immobil und ortsfixiert, wenn auch nicht bettlägerig im strengen Sinn.
Am Lebensende sind Maßnahmen zur Mobilisation hinsichtlich des Nutzens für den Sterbenden abzuwägen.